# Kreuttal
Kreuttal är en kommun i Österrike. Den ligger i distriktet Mistelbach i förbundslandet Niederösterreich. Huvudorten 	Hautzendorf ligger 30 km norr om huvudstaden Wien. 
Kommunen består av fyra orter (Ortschaften) (inom parentes invånarantal 1 januari 2024):
- Hautzendorf (524)
- Hornsburg (187)
- Ritzendorf (21)
- Unterolberndorf (755)